# Hillerødmotorvejen
Hillerødmotorvejen er en motorvej mellem Utterslev Mose og Tjæreby på Sjælland, som er en del af primærrute 16. Dog er vejen mellem Lillerød og Tjæreby en motortrafikvej.
Ruten er en af de store indfaldsveje til København. Som noget særligt løber der langs motorvejen en cykelsti i begge retninger mellem København og Skovbrynet.
Hillerød Kommune arbejder på at få opgraderet Hillerødmotorvejens forlængelse, som er en 2+1 sporet motortrafikvej (rute 16) fra Allerød S til Hillerød N til motorvej. Denne strækning er en af Danmarks mest trafikerede motortrafikveje med ca. 28.000 køretøjer i døgnet. Strækningen blev anlagt i perioden mellem slutningen af 1960'erne til slutningen af 1970'erne.
Som et forsøg startede Vejdirektoratet den 6. januar 2014 med at tillade kørsel i nødsporet mellem Værløse og Skovbrynet i morgenmyldretiden, da denne strækning ofte er overbelastet. Målet er dels at forbedre fremkommeligheden på selve motorvejen, men også på de omkringliggende veje. Trafikreguleringen sker med variable tavler, der oplyser, om nødsporet er åbent eller lukket. Inden forsøget blev sat i værk, var nødsporet blevet forstærket, da det ikke oprindeligt var tiltænkt de kommende trafikmængder.
Den 23. marts 2015 var transportminister Magnus Heunicke i Hillerød for at se på byens trafikale problemer. Efter at have besigtiget den trafikerede 2+1-sporede motortrafikvej, fortalte transportministeren, at han ville arbejde for at sætte en VVM-redegørelse i gang af en udvidelse af Hillerødmotorvejens forlængelse fra Allerød S til Hillerød til en motorvej. VVM-redegørelsen forventedes at blive igangsat i efteråret 2015, hvor partierne bag det seneste trafikforlig, skulle mødes for at diskutere igangværende og nye projekter.   
 I September 2015 forventede den siddende regering ikke, at resten af strækningen  kunne finansieres.
Den 2. november 2015 var transportminister Hans Christian Schmidt i Frederikssund for diskutere tredje etape af Frederikssundmotorvejen fra Tværvej N til Frederikssund, samt en opgradering af Hillerødmotorvejens forlængelse mellem Allerød og Hillerød til en motorvej. Efter at have besigtiget den trafikerede 2+1-sporede motortrafikvej, fortalte transportminister, at der ikke på daværende tidspunkt hverken var penge til en motorvej til Frederikssund eller til en forlængelse af Hillerødmotorvejen  til Hillerød, da kassen var tæt på tom, og når der kom nye midler i den, skulle de bruges til andre projekter, som f.eks. en udvidelse af E45 Østjyske Motorvej fra 4 til 6 spor.
Den 3. november 2015 foreslog folketingsmedlem Hans Andersen fra Venstre, at kommunerne Hillerød, Halsnæs, Helsingør, Gribskov, Frederikssund og Fredensborg selv skulle betale ca. 10 mio. kr. for en forundersøgelse og ca. 40 mio. kr. for en VVM-redegørelse af en opgradering af Hillerødmotorvejens forlængelse til en motorvej mellem Allerød og Hillerød. Hans Andersen ville nemlig ikke vente længere på, at staten på et tidpunkt fandt finansiering til at opgradere en af Danmarks mest trafikerede motortrafikveje til en motorvej mellem Allerød og Hillerød.
Den 21. marts 2016 fortalte de nordsjællandske borgmestre, at regeringen burde bruge sine penge på at færdiggøre Frederikssundsmotorvejen og Hillerødmotorvejen. Dette forslag kom efter, at en ny analyse fra tænketanken Kraka viste, at motorveje, der ligger i et yderområde af Danmark, ikke nødvendigvis fører til vækst og udvikling, når der er for langt til en storby. Derimod tyder meget på, at de yderkommuner der ligger tæt på en storby, f.eks. Hillerød og Frederikssund, vil få vækst og flere borgere, hvis de får en motorvej.
Den 22. marts 2016 fortalte Socialdemokraterne med folketingsmedlem Pernille Schnoor i spidsen, at de ville gå ind for en motorvej til Hillerød og Frederikssund. Pernille Schnoor undrede sig nemlig over, at der var så dårlig forbindelse til Hillerød og Frederikssund, når der var en motorvejsforbindelse til Roskilde/Holbæk i vest og Køge i syd, mens Nordsjælland ifølge hende var blevet hægtet af.
Den 24. august 2016 var transportminister Hans Christian Schmidt på besøg i Nordsjælland hos det trafikpolitiske netværk. Her fortalte han, at han ville arbejde for at igangsætte en forundersøgelse, og derefter en VVM-redegørelse af en opgradering af Hillerødmotorvejens forlængelse, fra Allerød S til Hillerød til en motorvej. Dog var der ingen tidhorisont for, hvornår undersøgelserne skulle igangsættes.
Den 27. november 2016 fremlagde den ny VLAK-regering et nyt regeringsgrundlag, som indbefattede en VVM-redegørelse af en opgradering af den 2+1-sporede motortrafikvej mellem Allerød og Hillerød til en motorvej, for at afhjælpe trængselsproblemerne på den meget trafikerede strækning mellem Allerød og Hillerød.

Den 14. december 2016 vedtog VLAK-regeringen at bruge 12 millioner på en VVM-redegørelse af en motorvej mellem Allerød og Hillerød, for at afhjælpe trængselproblemerne på en af Danmarks mest trafikerede motortrafikveje.
55°50′7.51″N 12°21′39.26″Ø / 55.8354194°N 12.3609056°Ø